# Il Supergruppo
Il Supergruppo è stato un gruppo musicale italiano, costituitosi nel 1969.

## Storia de Il Supergruppo
Come dice il nome, si trattava di un "supergruppo", ossia di un complesso formato da elementi che avevano già acquisito una notorietà nel mondo della musica leggera, come solisti o come membri di formazioni già affermate.
La band, assemblata dall'etichetta Ricordi, fu il primo supergruppo nel panorama italiano e uno dei primi al mondo.
La durata del sodalizio terminò l'anno successivo alla sua fondazione, il 1970.
In quell'anno il gruppo partecipò al Festival di Sanremo con la canzone Accidenti, interpretata con Rocky Roberts.
Per la casa discografica Ricordi pubblicarono un album e alcuni singoli.

## Formazione
- Ricky Gianco (chitarra e voce)
- Victor Sogliani dell'Equipe 84 (basso e voce)
- Mino Di Martino dei Giganti (chitarra e voce)
- Gianni Dall'Aglio dei Ribelli (batteria)
- Pietruccio Montalbetti dei Dik Dik (chitarra e voce)

## Discografia

### 33 giri
- 1970: Il Supergruppo (Dischi Ricordi, SMRL 6069)

### 45 giri
- 1969: Ehi ehi cosa non farei/Bocca dolce (Dischi Ricordi, SRL 10.577)
- 1970: Accidenti/Salviamo e balsamiamo (Dischi Ricordi, SRL 10.582)
- 1970: Star con te è morir/Vieni con noi (Dischi Ricordi, SRL 10.597)